# Sint-Jozef-en-Sint-Kristoffelkerk

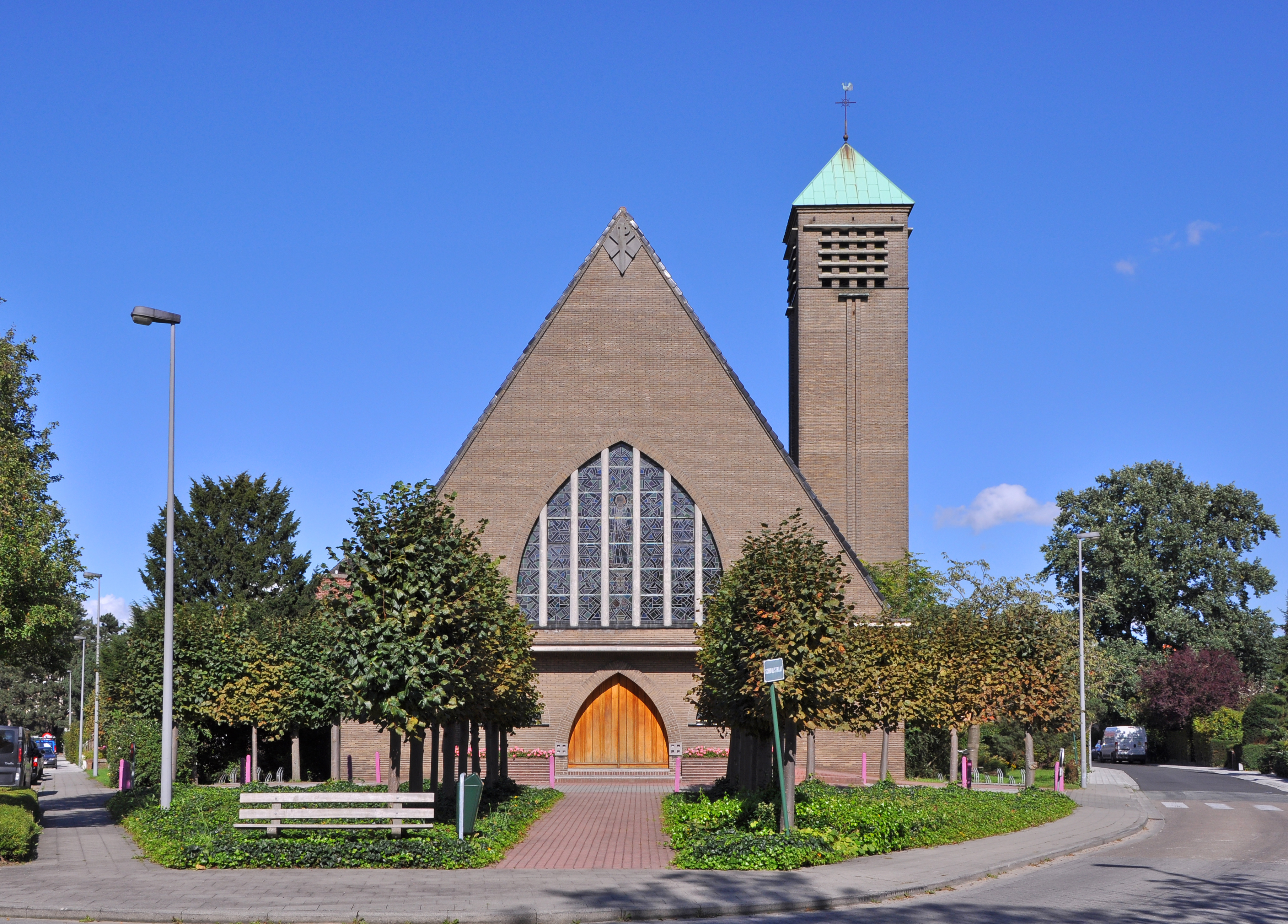
Sint-Jozef-en-Sint-Kristoffelkerk

De Sint-Jozef-en-Sint-Kristoffelkerk is een parochiekerk in de tot de West-Vlaamse stad Brugge behorende deelgemeente Assebroek, gelegen aan de Sint-Kristoffelstraat 10.

## Geschiedenis
In 1930 werd een woonwijk aangelegd op gronden van het Kasteel van Zevekote. In 1932 werd achter het kasteel een noodkerk opgericht. In 1935 werd de parochie opgericht en werd de noodkerk vervangen door de huidige kerk, die in 1936 werd ingewijd. Vanwege de patroonheilige Sint-Kristoffel vond tot in de jaren '50 van de 20e eeuw een jaarlijkse voertuiginzegening plaats.
Zowel de grond als de kerk zijn een schenking van Urbain Bossuyt.
De kerk werd in 2022 door de Kerkfabriek verkocht aan de Koptisch-Ortodoxe Kerk van Brugge.

## Gebouw
Het is een bakstenen kerkgebouw in expressionistische stijl naar ontwerp van Willem Nolf. Het betreft een zaalkerk onder zadeldak met een monumentale voorgevel welke glas-in-loodramen en een Christusmonogram toont, en een naastgebouwde vierkante toren, gedekt door een tentdak. In een hoek van de toren is een monumentaal Sint-Kristoffelbeeld aangebracht, vervaardigd door Koos van der Kaay (1946). Het koor heeft een halfronde apsis.
Het interieur wordt overwelfd door een paraboolgewelf. De firma Boch Frères uit La Louvière vervaardigde de kruiswegstaties die in keramiek zijn uitgevoerd.